# Старомишастовська
Старомишастовська — станиця в Дінському районі Краснодарського краю. Центр Старомишастовського сільського поселення.
Населення — 10 489 мешканців (2002).
Станиця розташована на березі річки Кочети (притока Кірпілі), у степовій зоні, за 16 км північно-західніше районного центру — станиці Дінська. Залізнична станція Мишастовка на залізниці Краснодар (25 км) — Тимашевськ (36 км).
Агропромислові підприємства. Дві загальноосвітні школи, музична школа, дитяча спортивна школа.

## Історія
Мишастовське курінне селище засновано у 1794 році серед перших 40 куренів Чорноморського козацького війська. Назва перенесено з куреня Січі. Перейменоване в Старомишастовське після відділення частини козаків у Новомишастовський курінь (сучасна станиця Новомишастовська) в 1823 році.

## Видатні уродженці
- Єгорова Євдокія Іллівна — радянська доярка, повний кавалер ордена Трудової Слави.